# NGC 4961
NGC 4961 (również NGC 4960, PGC 45311 lub UGC 8185) – galaktyka spiralna z poprzeczką (SBc), znajdująca się w gwiazdozbiorze Warkocza Bereniki.
Odkrył ją William Herschel 11 kwietnia 1785 roku. Prawdopodobnie galaktykę tę obserwował Heinrich Louis d’Arrest 23 kwietnia 1865 roku, a jego obserwacja, z pozycją obarczoną błędem deklinacji wielkości 11’, została uznana za nowo odkryty obiekt i skatalogowana jako NGC 4960.
W galaktyce tej zaobserwowano supernową SN 2005az.